# شارلوته فابر
شارلوته فابر (بالفرنسية: Charlotte Fabre)‏ هي سباحة متزامنة فرنسية، ولدت في 29 يوليو 1981 في نيس في فرنسا.

## وصلات خارجية
- شارلوته فابر على موقع الاتحاد الدولي للسباحة (الإنجليزية)
- شارلوته فابر على موقع اللجنة الأولمبية الدولية (الإنجليزية)
- شارلوته فابر على موقع أوليمبيديا (الإنجليزية)